# Parafia św. Marka Ewangelisty w Kolonii Lisowicach
Parafia św. Marka Ewangelisty w Kolonii Lisowicach – parafia rzymskokatolicka, znajdująca się w archidiecezji częstochowskiej, w dekanacie Działoszyn. Proboszczem parafii jest ks. Marcin Mońka.